# Pisaura parangbusta
Pisaura parangbusta là một loài nhện trong họ Pisauridae.
Loài này thuộc chi Pisaura. Pisaura parangbusta được Alberto Barrion & James A. Litsinger miêu tả năm 1995.